# Ginny Andersen

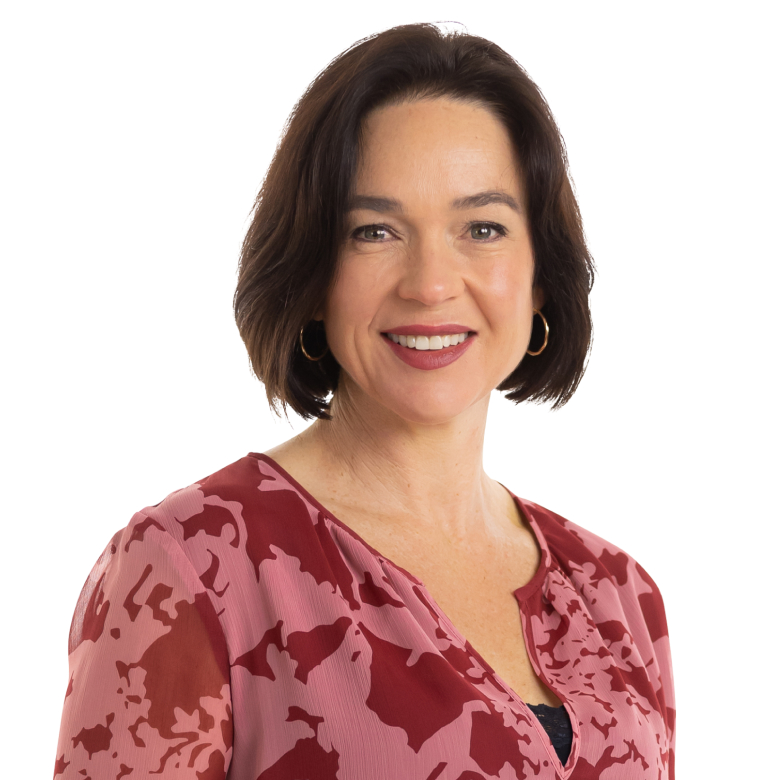
Ginny Andersen (2023)

Virginia Ruby „Ginny“ Andersen (* 1975) ist eine neuseeländische Politikerin. Sie war von 2015 bis 2017 die stellvertretende Vorsitzende der Labour Party und ist seit September 2017 Mitglied des Repräsentantenhauses.

## Leben und Karriere

### Persönliches Leben
Andersen erwarb einen Master of Arts in Politikwissenschaft an der Canterbury University und ließ sich danach in Wellington und später im Hutt Valley in der Region Wellington nieder.
Andersen lebt in Belmont in Lower Hutt und hat vier Kinder. Von 2006 bis 2017 war sie als politische Initiativenleiterin bei der New Zealand Police tätig. Davor arbeitete sie beim Office of Treaty Settlements sowie als Privatsekretärin und politische Oberberaterin für mehrere Abgeordnete der Labour Party, darunter Trevor Mallard, David Cunliffe, Mark Burton und Margaret Wilson.
Ihr Großonkel Bill Andersen war ein bekannter Aktivist und Gewerkschaftsleiter.

### Politische Karriere
Bei der Parlamentswahl 2014 kandidierte Andersen im Wahlkreis Ōhāriu und wurde vom langgedienten Amtsinhaber Peter Dunne der Partei United Future mit einem knappen Vorsprung von 610 Stimmen (1,91 Prozent) besiegt. Andersen war von 2015 bis 2017 stellvertretende Vorsitzende der Labour Party aber trat aus dieser Funktion aus, um sich auf ihre Kandidatur bei der Parlamentswahl 2017 zu konzentrieren.
Im Oktober 2016 wurde Andersen zur Kandidatin der Labour Party für die Parlamentswahl 2017 im Walhreis Hutt South ernannt gegen den Stadtrat von Hutt City Campbell Barry und die Listenkandidatin Sarah Packer. Sie ersetzte das dienstälteste Mitglied des Repräsentantenhauses Trevor Mallard, der im Juli 2016 seine Absicht mitgeteilt hatte, nur als Listenkandidat zu kandidieren in der Absicht, Vorsitzender des Repräsentantenhauses zu werden. Bei der Parlamentswahl 2014 hatte Mallard in Hutt South den Kandidaten Chris Bishop (National Party) mit einem Vorsprung von 709 Stimmen (1,83 Prozent) besiegt, vermutlich wegen der Änderungen des Wahlkreisgrenze und Holly Walkers Kandidatur für die Green Party, die zu einem Stimmensplitting führte. Andersen rangierte auf Platz 28 der Liste der Labour Party. Sie gewann keinen Wahlkreis, zog aber ins Parlament durch die Parteiliste ein.